# Borg Mesch
Borg Emil Ragnar Mesch (Sundsvall, 17 de desembre del 1869 - Jukkasjärvi, 20 d'octubre de 1956) va ser un fotògraf suec, actiu a principis del s. XX, que dedicà la major part de la seva carrera professional a captar la natura lapona, el desenvolupament social de Kiruna des de la seva fundació el 1900 i a difondre la cultura del poble sami. En record seu el municipi de Kiruna atorga anualment una beca amb el seu nom. A Kiruna es conserva una gran col·lecció d'imatges seves gràcies a la donació del seu arxiu per part de la seva família a la ciutat. L'investigador Sami i amic de Mesch, Ossian Elgström, va escriure el 1929 el llibre "Borg Meschs, fotògraf d'aventura" (en suec, Fjällfotografen Borg Mesch aventyr).
Va estudiar a Sundsvall, i va obtenir els seus coneixement de fotografia fent d'ajudant a Örebro. Posteriorment va fer un viatge als Estats Units, on va fotografiar els territoris d'extracció d'or a la costa oest i també va visitar Hawaii.
En tornar, va tenir un estudi a Landskrona i Gävle. Va estar involucrat en el desenvolupament de la producció de plaques fotogràfiques seques a Landskrona, una fàbrica on es van comercialitzar les plaques Freja.

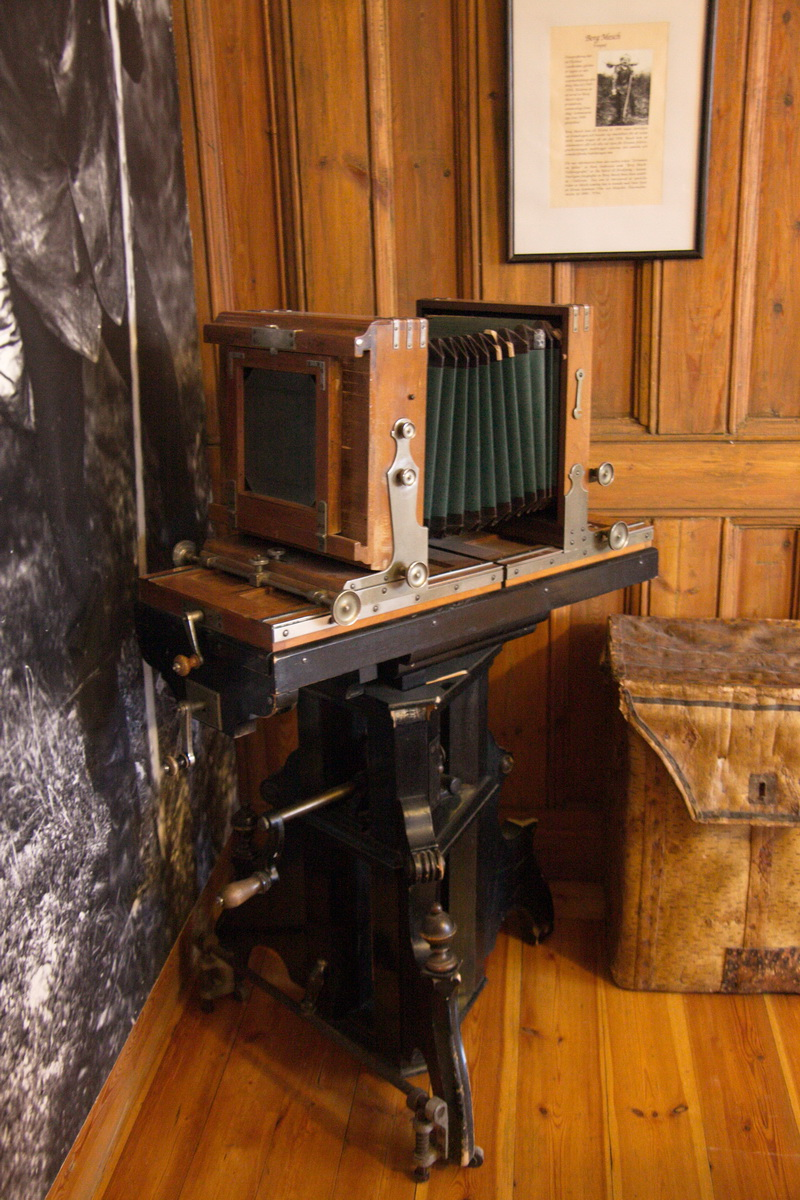
Càmera de Borg Mesch, actualment conservada a la Hjalmar Lundbohmsgården, a Kiruna

Atret pels pioners va decidir traslladar-se a Kiruna el 1899, quan acabava d'arribar el tren. Era una regió sense desenvolupar però Mesch va muntar estudi fotogràfic. Els començaments varen ser molt durs. Va tenir el seu primer habitatge fet amb fustes de caixes de dinamita, no comptava amb aigua per a rentar les plaques ni condicions adients a la cambra fosca. La seva activitat principal i mitjà de vida van ser els retrats. Però també és conegut per les seves fotos costumistes dels primers pioners de Kiruna, per les imatges de la construcció de la línia Malmbanan del ferrocarril de Lulea a Narvik, del mont Kebnekaise i pels personatges del poble sami. Durant els seus viatges portava una càmera amb trípode i plaques de vidre en format 18 x 24 o 24 x 30 cm., un equip que pesava uns 30 kg.
Mesch era generalment vist com un home aventurer. Va participar com alpinista a diverses expedicions; va ascendir al Kebnekaise, el cim més alt de Suècia, a través de l'anomenada ruta de l'Est el 1903, i per la via del Nord el 1907. L'hivern de 1921 va pujar a l'Áhkká. Set anys més tard, va participar en el rescat de l'expedició àrtica de Nobile. Va fer de guia de muntanya dels visitants i excursionistes destacats que visitaven la regió, influïts per la promoció de la regió que feia Hjalmar Lundbohm.
A més de la seva activitat com a fotògraf va ser socialment actiu en moltes àrees: Va ajudar en la construcció d'habitatges de Kiruna, va impulsar la creació d'una caixa d'estalvis, un club d'escacs, i la primera associació de música i esports d'equip.
Amb la seva dilatada activitat va estar capaç de retratar els orígens i l'estructura d'una nova societat. Va anar a Kiruna amb els primers miners i va continuar el seu treball fins que es va convertir en una ciutat moderna, contribuint a fer la regió coneguda internacionalment. Les seves imatges s'han utilitzat a publicacions de tot el món.